# Миль Глостерский
Миль Глостерский (или Миль Фиц-Уолтер; англ. Miles of Gloucester; ум. 24 декабря 1143 года) — англонормандский аристократ, 1-й граф Херефорд (с 1141) и лорд Брекнок, один из лидеров партии сторонников императрицы Матильды в период гражданской войны в Англии 1135—1154 годов.

## Биография
Миль был сыном Уолтера Фиц-Роджера (ум. ок. 1129), некрупного нормандского рыцаря, выполнявшего в начале XII века функции королевского шерифа Глостершира и кастеляна замка Глостер, и некой Берты, родственницы Гамелина де Балюна (ум. 1105/1106), основателя замка Абергавенни в юго-восточном Уэльсе. После смерти своего отца Миль Фиц-Уолтер унаследовал его должности шерифа Глостершира и кастеляна Глостера, а женившись в 1121 году на Сибилле де Нёфмарш, дочери Бернарда де Нёфмарша, завоевателя Брихейниога, обеспечил присоединение к своим владениям обширной сеньории Брекнок в Уэльсе, став таким образом одним из крупнейших феодалов Валлийской марки. Позднее (очевидно, в 1141 году) Милю также был передан замок Абергавенни с округой.
В конце правления короля Генриха I Миль Глостерский стал одним из тех «новых людей», которых король активно привлекал на государственную службу, стремясь уменьшить влияние старых аристократических семей и расширить социальную опору королевской власти. В 1130 году Миль был назначен коннетаблем (констеблем) Англии, ответственным за организацию и руководство королевской армией, причём это первое свидетельство о наличии в Англии должности королевского констебля. Миль также стал юстициаром Глостершира, сконцентрировав в своих руках судебно-административную власть в графстве. До конца жизни Генриха I Миль оставался верным королю и, вместе с другими англонормандскими баронами, несколько раз приносил клятву верности его наследнице — императрице Матильде, дочери Генриха I.
Тем не менее, после смерти короля Генриха в 1135 году, Миль Глостерский перешёл на сторону Стефана Блуаского и признал его королём. Последний подтвердил право Миля на должность констебля Англии. В последующие несколько лет Миль продолжал поддерживать Стефана и принял активное участие в походах короля в Уэльс, где в 1136 году вспыхнуло мощное восстание валлийцев против англонормандской власти. Однако как только в 1139 году в Англии высадилась императрица Матильда, Миль Глостерский немедленно примкнул к её партии. Возможно это связано с тем, что на стороне Матильды выступал Роберт, граф Глостер, крупнейший магнат юго-западной Англии, чьи владения окружали земли Миля. В любом случае, Миль Глостерский в дальнейшем оказался одним из наиболее талантливых полководцев и последовательных сторонников Матильды. Уже в 1139 году Миль, закрепившись в Глостере и Херефорде, захватил Уоллингфорд и Вустер, чем значительно ослабил позиции короля Стефана.
Когда в результате битвы при Линкольне в 1141 году Стефан Блуаский был пленён, Матильда была провозглашена королевой Англии. В благодарность за оказанную ей поддержку 25 июля 1141 года она пожаловала Милю Глостерскому титул графа Херефорда и утвердила его в должности командующего войсками южной части валлийского приграничья. Ему также было поручено изыскать дополнительное финансирование военных кампаний императрицы. С этой целью Миль попытался добиться денежного взноса от священнослужителей, но встретил их решительный отпор, а Роберт Бетюнский, епископ Херефорда, даже наложил на графа интердикт.
Торжество Матильды, однако, оказалось недолгим: 14 сентября 1141 года войска императрицы были наголову разбиты в Винчестерском сражении. Роберт, граф Глостер, был пленён, а Милю едва удалось спастись бегством, бросив своё оружие и доспехи. По словам Флоренса Вустерского, в Глостер он прибыл «утомлённым и почти голым». Тем не менее граф Херефорд сохранил верность Матильде. В течение последующих двух лет Миль сражался на её стороне против королевских войск и участвовал в грабительских набегах Ранульфа де Жернона и Жоффруа де Мандевиля, недобрая память о которых сохранилась в трудах хронистов того времени.
В 1143 году Миль Глостерский неожиданно погиб на охоте в лесу Дин, убитый случайной стрелой. Его смерть странным образом напоминала обстоятельства гибели короля Вильгельма II. Граф Херефорд был похоронен в монастыре Ллантони в Брекнокшире. Смерть Миля Глостерского существенно ослабила партию сторонников Матильды в Англии и способствовала её поражению в гражданской войне 1135—1154 годов.

## Брак и дети
Миль Глостерский был женат (1121) на Сибилле де Нёфмарш, дочери Бернарда де Нёфмарша, лорда Брекнока. Их дети:
- Роджер Фиц-Миль (ум. 1155), 2-й граф Херефорд (1143—1154), лорд Абергавенни и Брекнока (1143—1155), коннетабль Англии;
- Вальтер Фиц-Миль (ум. 1159), лорд Абергавенни и Брекнока (1155—1159), наследовал предыдущему, коннетабль Англии, шериф Глостершира, скончался во время паломничества в Палестину;
- Генрих Фиц-Миль (ум. до 1163), лорд Абергавенни и Брекнока, коннетабль Англии, наследовал предыдущему, убит в стычке с валлийцами;
- Махель Фиц-Миль (ум. 1164), лорд Абергавенни и Брекнока, наследовал предыдущему;
- Вильям Фиц-Миль (ум. 1165), лорд Абергавенни и Брекнока, наследовал предыдущему;
- Маргарита (ум. 1187), замужем за Хамфри де Богуном, сенешалем Англии; потомки Маргариты и Хамфри де Богуна унаследовали должность коннетабля (констебля) Англии;
- Берта, замужем за Уильямом де Браозом;
- Люсия (ум. до 1193), замужем за Гербертом Фиц-Гербертом, камергером Генриха I.